# فرد يونغ
فرد يونغ (بالإنجليزية: Fred Young)‏ هو محامي وقاضي وسياسي أمريكي، ولد في 1932 في دايتون في الولايات المتحدة، وتوفي بنفس المكان في 12 يناير 2006. حزبياً، نشط في الحزب الجمهوري. وقد انتخب عضو مجلس نواب أوهايو.